# Минисателлиты
Минисателлиты — повторяющиеся фрагменты ДНК длиной от 9-10 и более (обычно до 100) нуклеотидов. Используются в качестве ДНК-маркеров. Механизмами происхождения являются «проскальзывания» при репликации ДНК, точечные мутации и рекомбинация.

## Структура
Минисателлиты состоят из повторяющихся мономеров, преимущественно из вариантов гуанин-цитозин, длиной от 10 до 100 пар оснований. Эти повторяющиеся варианты последовательно перемешаны, что делает их идеальными спутниками для изучения механизмов закручивания ДНК.
Минисателлиты отличаются от микросателлитов длиной мономера, а также локализацией в геноме. Минисателлиты, в отличие от микросателлитов могут быть локализованы в субтеломерных (например, у человека) и перицентромерных (например, у Arabidopsis thaliana) регионах хромосом. От сателлитных ДНК отличаются меньшим количеством повторяющихся мономеров и, следовательно, меньшей длиной образуемого поля тандемных повторов.